# Intratextualidad
La relación de intratextualidad se encuentra dentro de la categoría más general de la intertextualidad, la relación de un texto con otros escritos por el mismo autor. Se opone a la extratextualidad o relación de un texto dado de un autor con otros textos compuestos por otros autores, las llamadas reminiscencias o influencias. En Narratología se define por los elementos comunes que pueden encontrarse entre los diferentes textos elaborados y publicados por un autor.
- Datos: Q5405210